# Open d'Orleans 2023 - Doppio
Il doppio del torneo di tennis professionistico Open d'Orleans 2023, facente parte della categoria Challenger 125 nell'ambito dell'ATP Challenger Tour 2023, si è giocato dal 25 settembre al 1º ottobre a Orléans, in Francia.
Nicolas Mahut e Édouard Roger-Vasselin erano i detentori del titolo ma solo Mahut ha difeso il titolo in coppia con Pierre-Hugues Herbert ma sono stati eliminati ai quarti di finale da Constantin Frantzen e Hendrik Jebens.
In finale Constantin Frantzen e Hendrik Jebens hanno sconfitto Henry Patten e John-Patrick Smith con il punteggio di 7–6(5), 7–6(12).

## Teste di serie
1. Julian Cash /  Robert Galloway (primo turno)
2. Pierre-Hugues Herbert /  Nicolas Mahut (quarti di finale)

1. Maxime Cressy /  Albano Olivetti (primo turno)
2. Miguel Ángel Reyes Varela /  David Vega Hernández (primo turno)

## Wildcard
1. Gabriel Debru /  Antoine Hoang (quarti di finale)

1. Mathias Bourgue /  Benoît Paire (primo turno)

## Tabellone

### Legenda
| - Q = Qualificato - WC = Wild card - LL = Lucky loser | - ALT = Alternate - SE = Special Exempt - PR = Protected Ranking | - w/o = Walkover - r = Ritirato - d = Squalificato |

|  | Primo turno | Primo turno                      | Primo turno                      | Primo turno | Primo turno |  |  | Quarti di finale | Quarti di finale          | Quarti di finale          | Quarti di finale          | Quarti di finale          |                     |     | Semifinali | Semifinali                      | Semifinali                      | Semifinali                         | Semifinali                         |   |     | Finale | Finale | Finale | Finale | Finale |  |
|  |             |                                  |                                  |             |             |  |  |                  |                           |                           |                           |                           |                     |     |            |                                 |                                 |                                    |                                    |   |     |        |        |        |        |        |  |
|  | 1           | J Cash R Galloway                | J Cash R Galloway                | 4           | 1           |  |  |                  |                           |                           |                           |                           |                     |     |            |                                 |                                 |                                    |                                    |   |     |        |        |        |        |        |  |
|  | WC          | G Debru A Hoang                  | G Debru A Hoang                  | 6           | 6           |  |  | WC               | G Debru A Hoang           | G Debru A Hoang           | 62                        | 4                         |                     |     |            |                                 |                                 |                                    |                                    |   |     |        |        |        |        |        |  |
|  |             | VV Cornea P Oswald               | 6                                | 3           | [10]        |  |  |                  | H Patten J-P Smith        | H Patten J-P Smith        | 7                         | 6                         |                     |     |            |                                 |                                 |                                    |                                    |   |     |        |        |        |        |        |  |
|  |             | H Patten J-P Smith               | 4                                | 6           | [12]        |  |  |                  |                           |                           |                           |                           |                     |     |            | H Patten J-P Smith              | H Patten J-P Smith              | 6                                  | 7                                  |   |     |        |        |        |        |        |  |
|  | 3           | M Cressy A Olivetti              | M Cressy A Olivetti              | 67          | 5           |  |  |                  |                           |                           | S Martos Gornés S Verbeek | S Martos Gornés S Verbeek | 3                   | 5   |            |                                 |                                 |                                    |                                    |   |     |        |        |        |        |        |  |
|  |             | A Escoffier M-A Hüsler           | A Escoffier M-A Hüsler           | 79          | 7           |  |  |                  | A Escoffier M-A Hüsler    | A Escoffier M-A Hüsler    | 4                         | 64                        |                     |     |            |                                 |                                 |                                    |                                    |   |     |        |        |        |        |        |  |
|  |             | S Martos Gornés S Verbeek        | 6                                | 65          | [11]        |  |  |                  | S Martos Gornés S Verbeek | S Martos Gornés S Verbeek | 6                         | 7                         |                     |     |            |                                 |                                 |                                    |                                    |   |     |        |        |        |        |        |  |
|  |             | I Liutarevich V Manafov          | 4                                | 7           | [9]         |  |  |                  |                           |                           |                           |                           |                     |     |            | Henry Patten John-Patrick Smith | Henry Patten John-Patrick Smith | 65                                 | 612                                |   |     |        |        |        |        |        |  |
|  |             | S Arends D Pel                   | S Arends D Pel                   | 6           | 6           |  |  |                  |                           |                           |                           |                           |                     |     |            |                                 |                                 | Constantin Frantzen Hendrik Jebens | Constantin Frantzen Hendrik Jebens | 7 | 714 |        |        |        |        |        |  |
|  |             | T Macháč A Molčan                | T Macháč A Molčan                | 1           | 3           |  |  |                  | S Arends D Pel            | 6                         | 3                         | [10]                      |                     |     |            |                                 |                                 |                                    |                                    |   |     |        |        |        |        |        |  |
|  |             | N Barrientos J Eysseric          | N Barrientos J Eysseric          | 7           | 6           |  |  |                  | N Barrientos J Eysseric   | 4                         | 6                         | [7]                       |                     |     |            |                                 |                                 |                                    |                                    |   |     |        |        |        |        |        |  |
|  | 4           | MÁ Reyes Varela D Vega Hernández | MÁ Reyes Varela D Vega Hernández | 61          | 2           |  |  |                  |                           |                           |                           |                           |                     |     |            | S Arends D Pel                  | S Arends D Pel                  | S Arends D Pel                     |                                    |   |     |        |        |        |        |        |  |
|  |             | C Frantzen H Jebens              | C Frantzen H Jebens              | 6           | 6           |  |  |                  |                           |                           | C Frantzen H Jebens       | C Frantzen H Jebens       | C Frantzen H Jebens | w/o |            |                                 |                                 |                                    |                                    |   |     |        |        |        |        |        |  |
|  | WC          | M Bourgue B Paire                | M Bourgue B Paire                | 0           | 3           |  |  |                  | C Frantzen H Jebens       | C Frantzen H Jebens       | 7                         | 6                         |                     |     |            |                                 |                                 |                                    |                                    |   |     |        |        |        |        |        |  |
|  |             | P Niklas-Salminen P Tsitsipas    | P Niklas-Salminen P Tsitsipas    | 63          | 2           |  |  | 2                | P-H Herbert N Mahut       | P-H Herbert N Mahut       | 65                        | 4                         |                     |     |            |                                 |                                 |                                    |                                    |   |     |        |        |        |        |        |  |
|  | 2           | P-H Herbert N Mahut              | P-H Herbert N Mahut              | 7           | 6           |  |  |                  |                           |                           |                           |                           |                     |     |            |                                 |                                 |                                    |                                    |   |     |        |        |        |        |        |  |